# Strabomantis cheiroplethus
Strabomantis cheiroplethus is een kikker uit de familie Strabomantidae. De wetenschappelijke naam van de soort werd beschreven in 1990 door Lynch. De soort komt voor in de departementen Risaralda, Chocó en Antioquia gelegen in Colombia op een hoogte van 800 tot 1540 meter boven het zeeniveau. Strabomantis cheiroplethus wordt bedreigd door het verlies van habitat.